# Sussex Spaniel
Der Sussex Spaniel ist eine von der FCI anerkannte britische Hunderasse (Nr.127, Gr.8, Sek.2).

## Beschreibung
Der Sussex Spaniel ist ein Stöberhund, der bis zu 41 cm groß und etwa 23 kg schwer werden kann. Der Körper ist kräftig, lang und muskulös gebaut und besitzt einen stämmigen und geraden Rücken. Charakteristisch ist seine, für Spaniels unübliche, rollende Gangart. Die Beine sind eher kurz und der Schwanz tief angesetzt. Der Sussex-Spaniel hat eine herabhängende Schnauze.
Das Fell dieses Hundes ist üppig, mäßig lang und seidig. Es liegt glatt am Körper an und ist an den Ohren, Beinen, dem Hinterteil und dem Schwanz etwas länger. Das Unterfell ist sehr dicht. Die Farbe des Haares ist goldleberfarben, zu den Spitzen hin wird es goldener. 
Die Augen dieser Rasse sind haselnussfarben mit einem sanften Blick.
Früher wurde die Rute des Sussex Spaniel immer kupiert, heutzutage sind aber auch unkupierte Ruten zulässig.

## Wesen
Der Sussex Spaniel besitzt ein freundliches Wesen und ist lebhaft und tatkräftig. Die Anlage zur Arbeit ist ihm von Natur aus gegeben.